# Rathaus (Illereichen)

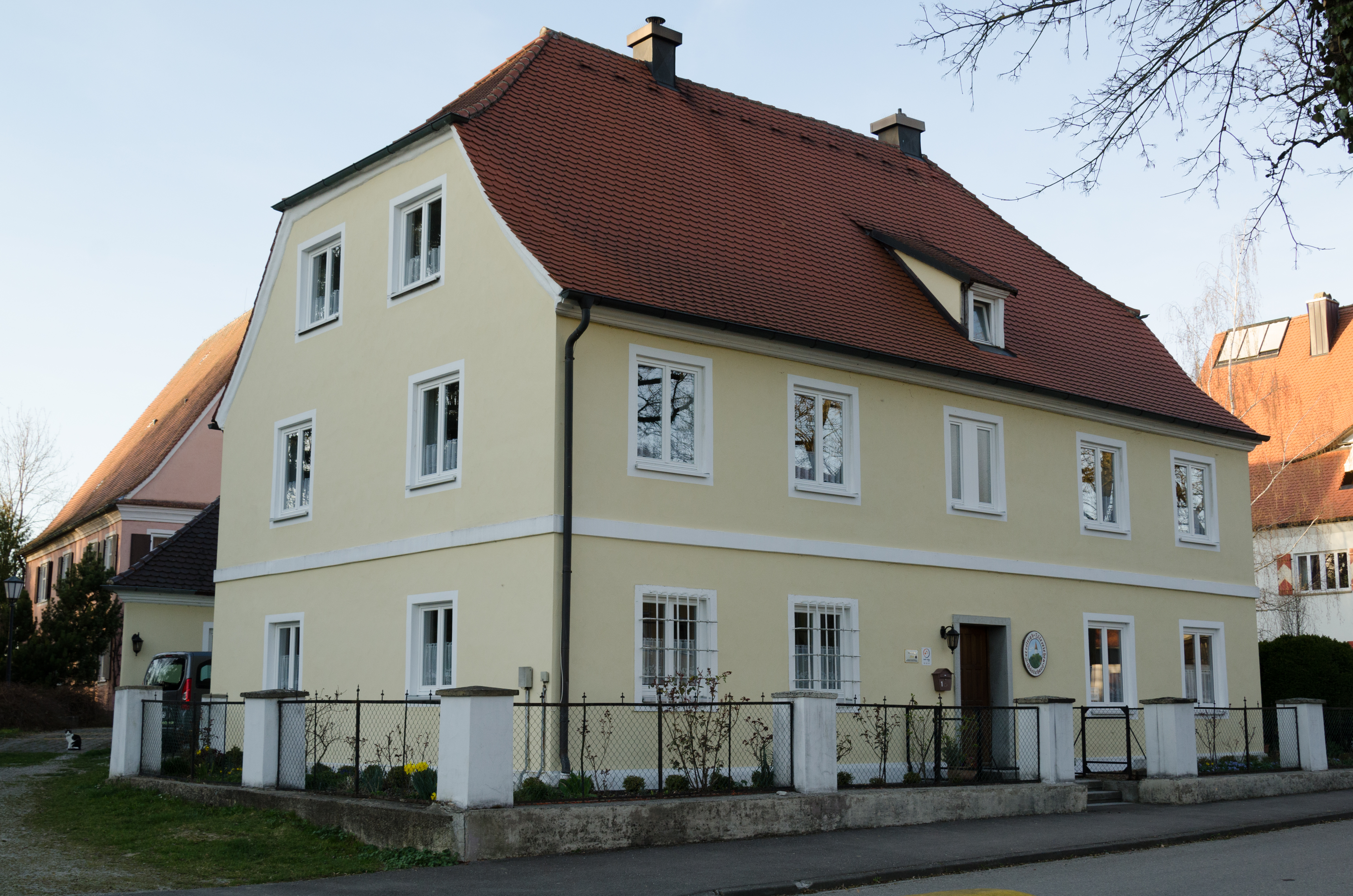
Ehemaliges Rathaus in Illereichen

Das Rathaus in Illereichen, einem Gemeindeteil von Altenstadt im Landkreis Neu-Ulm in Bayern, wurde Mitte des 18. Jahrhunderts errichtet. Das ehemalige Amts- und Rathaus an der Marktstraße 1 ist ein geschütztes Baudenkmal.
Der zweigeschossige Bau mit Gesimsgliederung und Schopfwalmdach besitzt hofseitig ein niedriges Nebengebäude. Das Haus mit vier zu drei Fensterachsen wird heute zu Wohnzwecken genutzt.